# Выгорновский сельсовет
Выгорновский сельсовет — муниципальное образование со статусом сельского поселения в Тимском районе Курской области.
Административный центр — село 2-е Выгорное.

## История
Статус и границы сельсовета установлены Законом Курской области от 21 октября 2004 года № 48-ЗКО «О муниципальных образованиях Курской области».
Законом Курской области от 26 апреля 2010 года № 26-ЗКО в состав сельсовета включены населённые пункты упразднённого Кировского сельсовета.

## Население
| 2002 | 2010 | 2012 | 2013 | 2014 | 2015 | 2016 |
| ---- | ---- | ---- | ---- | ---- | ---- | ---- |
| 604  | ↗752 | ↘734 | ↗735 | ↘716 | ↗722 | ↘700 |
| 2017 | 2018 | 2019 | 2020 | 2021 |      |      |
| ↘687 | ↘650 | ↘638 | ↘625 | ↘603 |      |      |

## Состав сельского поселения
| № | Населённый пункт | Тип населённого пункта       | Население |
| - | ---------------- | ---------------------------- | --------- |
| 1 | 1-я Каменка      | деревня                      | ↘13       |
| 2 | 2-е Выгорное     | село, административный центр | ↘501      |
| 3 | 2-я Каменка      | деревня                      | ↘94       |
| 4 | Кировка          | деревня                      | ↘144      |